# Приказанська культура
Приказанська культура — археологічна культура бронзової доби Надкам'я й Середнього Надволжя у 1600–800 років до н. е..
Названа за найвивченими пам'ятками, що розташовані навколо Казані.

## Дослідження
Перші пам'ятки цієї культури відкриті в 1879 році Олександром Штукенбергом й Миколою Висоцьким. Виділена у археологічну культуру на початку 1950-х років Миколою Калініним й Альфредом Халіковим.

## Поселення
Поселення розташовуються по берегах великих річок. На пізньому етапі розвитку культури з'являються укріплені городища.
Ранньо-приказанські житла представлені з'єднаними переходами напівземлянками; пізньо-приказанські житла — великими наземними будинками.

## Поховання
Могильники, як й поселення розташовуються по берегах великих річок.
Для могильників характерні ґрунтові поховання, зорієнтовані головою до річки або паралельно їй. У могилу клали глиняний посуд, рідко зброю і прикраси, а також ритуальну м'ясну їжу.

## Гончарство
Кераміка відрізняється крихкістю й ретельним загладжуванням поверхні зубчастим штампом. Глекоподібні, з циліндричним горлом посуд орнаментувався лише у верхній частині зубчастим штампом, перевитою мотузкою, нарізками та насічками.

## Ливарництво
Високого розвитку досягає бронзоливарне виробництво, засноване на розробці мідистих піщаників Волго-Камського краю й на привізному металі Зауралля. З бронзи виготовлялися дволезові ножі, утульчані сокири-кельти, наконечники копій й дротиків, прикраси.
Продовжують використовуватися і кам'яні знаряддя.

## Господарство
У господарстві провідне становище займають скотарство й землеробство.
Скотарство присадибно-пастушаче, зі стійловим утриманням худоби узимку. Переважало розведення великої рогатої худоби й коней.
Землеробство переважно копальне, проте наявність тяглової худоби може свідчити й про орну обробку землі.
У лісових районах помітну роль продовжує грати полювання й рибальство.

## Походження
Сформувалася на базі східних груп волосівської культури за певного впливу пра-зрубно-абашевських племен.
На початку 1-го тисячоріччя до н. е. західна група приказанських племен взяла участь у формуванні культури текстильної кераміки.

## Культура у Пензенській області
Поселення приказанської культури досліджені в Безсоновському районі: Підлісне-4 (розкопано В. П. Третьяковим), Грабово-1 й Підлісне-5 (розкопано В. В. Ставицьким).